# Henry Oldenburg

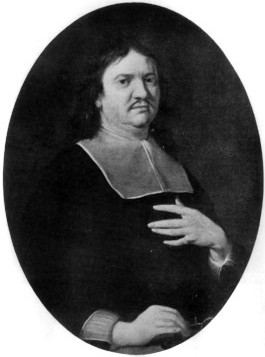

Henry Oldenburg (ok. 1618–sierpień 1677) – dyplomata i filozof natury pochodzenia niemieckiego. Urodzony w Bremie, studiował teologię i został korepetytorem w Anglii w czasie bezkrólewia. Po Restauracji został sekretarzem naukowego Towarzystwa Królewskiego. Był również jednym z redaktorów organu Towarzystwa Philosophical Transactions of the Royal Society.